# ポルトガルの歴史
ポルトガルの歴史は現在のポルトガル共和国の領域で展開した歴史である。古代にはローマ帝国の支配を受け、中世にはゴート人、イスラム勢力の支配を受けた。レコンキスタの進行した、12世紀にポルトガル王国が成立し、13世紀にはほぼ現在の領域が確定した。その後、海外へと植民地を獲得して隆盛を極めたのち、ナポレオン戦争で王制は動揺した。近代には共和制に移った。

## 原始・古代

### 先史時代

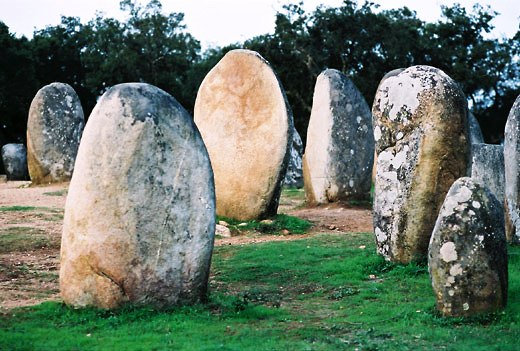
アルメンドレスのクロムレック

イベリア半島には初期から人類が進出し、ポルトガルの南北にかけて旧石器時代前期の遺跡が多く発見されている。旧石器時代から中石器時代のイベリア半島ではアジール文化、ソーヴェテール文化、カンピニアン文化、タルドノワ文化などの文化が生まれ、同時にアフリカからイベリア半島に移住したカプス人と先住民との混血が進んでスペイン人、ポルトガル人と共通する特徴を多く持つ人種が誕生した。石器時代のイベリア半島西部では移住生活が営まれ、突出した勢力を持つ部族は存在していなかった。ドウロ川の支流であるコア川の流域には、牛、馬、山羊などの線画が書かれた旧石器時代後期の巨石が点在する。紀元前5000年代の新石器時代には定住生活が営まれるようになり、磨製石器と土器の製造、農耕が始まり、野生動物の家畜化が進められる。新石器時代に建てられたドルメン（巨石墓）、クロムレック（環状列石）は、ポルトガル各地に残されている。
北と東の境界線が比較的緩やかだったポルトガルには移住者が自由に出入りすることができ、彼らによって銅細工、青銅器、鉄器の製造といった新しい技術が持ち込まれ、金細工の発達は豪奢な宝飾品の製造を促した。鉄器時代に地中海沿岸部やアフリカなどの地域から古代ケルト人などの様々な民族がポルトガルに移住し、こうした移住者はポルトガル文化の成長に寄与した。紀元前1000年頃から北方に住んでいたケルト人は陸路を通ってイベリア半島に移住し、ケルト人と先住民のイベロ族の混血が進んだ結果、ケルト・イベロ（セルティベロ、ケルティベリア）族が現れた。古代ケルト人の文化は音楽、ポルトガル北部に残る家族構成と集落の組織などに痕跡をとどめている。
ケルト・イベロ族の子孫とされるルシタニア人は狩猟、農業を営み、彼らが居住するミーニョ川以南からグアディアナ川までの地域はルジタニア（ルシタニア）と呼ばれていた。紀元前8世紀頃銀を求めるフェニキア人がイベリア半島沿岸部に到来し、それに遅れてギリシア人が植民した。現代のポルトガルの領土に含まれるイベリア半島北部での植民活動はほとんど見られなかったが、ポルトガル南部にはフェニキア人とギリシア人の遺跡が多く残り、アルガルヴェには植民都市が建てられた。遠方から訪れた商人たちはポルトガルに造船技術を伝え、彼らが持ち込んだワインはポルトガル産のビールとともに愛飲されていた。フェニキア人の都市国家ティルスがアッシリアの攻撃によって陥落した後、ティルスが北アフリカに建設した植民都市カルタゴが西地中海のフェニキア人の交易拠点を支配し、イベリア半島の植民都市もカルタゴが継承する。

### ローマ支配

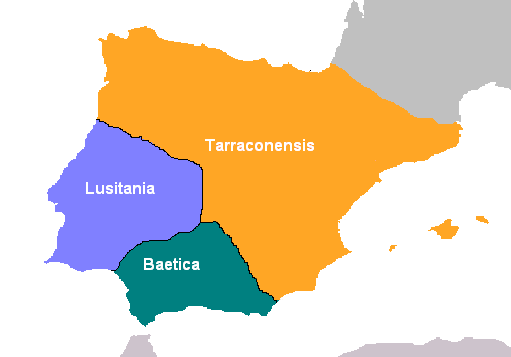
初期のローマ時代のイベリア半島の行政区分

ローマとカルタゴの間でポエニ戦争が始まるとイベリア半島はカルタゴの軍事拠点となった。紀元前201年に第二次ポエニ戦争が終結するとカルタゴは海外植民地を全て喪失し、ローマがイベリア半島の支配権を握った。ローマは既に属州にしているヒスパニアに続いて、紀元前155年にはイベリア半島奥地への征服戦争であるルシタニア戦争（紀元前155年 - 紀元前139年）を展開した。テージョ川とドーロ川の間に住むルシタニア人は族長ヴィリアトゥスの元に集まり、ローマの征服に抵抗する。およそ1世紀にわたってルシタニア人の抵抗は続くが、紀元前19年にアウグストゥスが実施したカンタブリア戦争によってドーロ川以北の地域が征服され、イベリア半島は完全にローマの支配下に収まった。アウグストゥスはイベリア半島をバエティカ、タラコネンシス、ルシタニアの3つの属州に区画し、後の時代にタラコネンシス西部とルシタニアにまたがった地域にポルトガルが建国される。3世紀末にディオクレティアヌスはタラコネンシスを三分割し、新たにカルタギネンシス、ガラエキアが創設された。
ローマの支配下（パックス・ロマーナ）で人種的・文化的に異なるイベリア半島の先住民のローマ化が進展し、共通の言語としてラテン語が使われるようになる。しかし、ローマ文明の影響は都市部に留まり、農村部には定着しなかったと考えられている。やがてポルトガルとスペインのガリシア地方で、俗ラテン語から派生したガリシア・ポルトガル語が話されるようになる。

### ゲルマン人の進出

438年から448年にかけてのスエビ王国の拡大

5世紀の初頭には衰退の進んだローマではゲルマン人の反乱が相次ぎ、彼らはローマに侵入してきた。ポルトガル北部に侵入したゲルマン人の一団は、ローマ化したルシタニア人の居住地に隣接した地域で定住生活を開始する。ゲルマン人は通貨制度など様々なローマ人の伝統を取り入れ、5世紀前半にはスエビ族によってブラカラ（ブラガ）を首都とするガリシア王国（ブラガ王国）が建国された。411年にイベリア半島北西部に到達したスエビ族はヒスパニア北部のガラエキアを中心に勢力を拡大し、最盛期にはガラエキア、ルシタニア、バエティカ、一部のカルタギネンシスを支配した。スエビ王国は東ローマ帝国（ビザンツ帝国）と同盟関係を結んでいたが、やがて西ゴート族の西ゴート王国に併合される。456年にブラカラは西ゴート族に支配され、翌457年にスエビ族の王レキアリウスが西ゴート人によって殺害される。レキアリウスの死後、マルドラ（マスドラ）王によってポルトガル北部にスエビ王国の新王朝が樹立され、およそ100年の間スエビ王国は命脈を保つ。576年頃から西ゴート王国はスエビ王国の攻撃を開始し、585年にスエビ王国は西ゴート王国によって滅ぼされる。
7世紀にポルトガルを支配した西ゴート王国の首都はトレドに置かれており、トレドから離れたポルトガルの司法、経済、文化に及ぼした影響は強いものとはいえなかった。ゲルマン人の統治下ではキリスト教の拡大が推進され、ブラガがポルトガル最高位の司教座に定められた。スエビ王国ではアタナシウス派のキリスト教を信仰する先住民ヒスパノロマーノ人が多数派であり、スエビ族はこれまで信仰していたアリウス派からアタナシウス派に改宗して先住民との融和を図る。スエビ族に勝利した西ゴート族もアタナシウス派に改宗し、王権と教会の間に同盟関係が成立する。

## 中世

### イスラム支配とレコンキスタ
7世紀にイスラム教のもとに結束したアラブ人が各地へと征服戦争を展開し始めると、彼らの勢力は北アフリカの西部に達した。711年にイスラーム勢力はジブラルタル海峡を渡ってイベリア半島に進出し、西ゴート王国を滅ぼした。715年までに最北部を除くイベリア半島全域はイスラーム勢力の支配下に入るが、アラブ人と征服活動に従軍していたベルベル人の間で内戦が起きる。755年にイベリア半島に上陸したウマイヤ家のアブド・アッラフマーンは内乱を鎮定し、翌756年にこの地で後ウマイヤ朝を創始した。イスラーム勢力の影響下に置かれなかったイベリア半島北部では、718年に西ゴート系の貴族ペラーヨを王とするアストゥリアス王国が建国された。1031年に後ウマイヤ朝が断絶した後、イベリア半島にはタイファと呼ばれる小王国が乱立したため、イスラーム勢力は弱体化する。
イベリア半島のイスラーム化の波はポルトガルにも及び、キリスト教徒とユダヤ教徒は信仰を容認されていたが、大部分のポルトガル人はイスラム教に改宗した。イスラーム勢力下の地域では従来どおりラテン語が常用語の地位を保っていたが、植物、道具、度量衡、馬車、馬具に関する専門用語はアラビア語から借用された。ポルトガルの科学と文化の発展には、イスラーム世界の学者が大きな役割を果たしている。インド洋を航行するためのイスラーム世界の造船技術は、ポルトガルに入った後に大西洋の航行に適した形に応用された。レンガ舗装、有蓋煙突、タイル張りの壁と言ったイスラーム建築の特徴がポルトガルの建築に導入され、後の時代にはイスラム風の幾何学模様のタイル壁画に代わって、戦争や日常生活を描いたタイル壁画がキリスト教徒の手によって制作される。農業の分野では水を汲み上げる水車の導入によって灌漑技術が発達し、手動の粉砕機に代わる機械が普及した。
10世紀頃からレオン王国、アストゥリアス王国などがレコンキスタと呼ばれる「国土回復運動」を展開し始めた。868年にアストゥリアス王アルフォンソ3世はドーロ川河口の都市ポルトゥカーレを征服し、ヴィマラ・ペレスにこの地を与える。1064年にはキリスト教国家とイスラーム勢力の係争の地となっていたコインブラがレオン王国に征服され、レオン王フェルナンド1世はモサラベのセズナンドにコインブラの支配を委ねた。ドーロ川とミーニョ川の間に広がるポルトゥカーレ伯領、ドーロ川とモンデゴ川の間に広がるコインブラ伯領が、後のポルトガル王国の中核になる。1096年、カスティーリャ＝レオン連合王国のアルフォンソ6世は、娘婿でブルゴーニュ家の騎士アンリ・ド・ブルゴーニュ（エンリケ・デ・ボルゴーニャ）にポルトゥカーレ伯領とコインブラ伯領を併せて与えた。アンリの領土は北部のガリシア地方では領主制が支配的であったのに対して、南部には広く自治権を認められた都市共同体が組織されており、南北の地域格差はポルトガル独立の一因になる。
1086年に北アフリカからイベリア半島に進出したムラービト朝とカスティーリャ王国の軍隊がサグラハスの戦いで衝突し、勝利を収めたムラービト朝はアンダルス地方を併合する。ムラービト朝が衰退した後、1145年に北アフリカのベルベル人のイスラーム国家ムワッヒド朝がイベリア半島に進出した。

### ポルトガル王国の成立

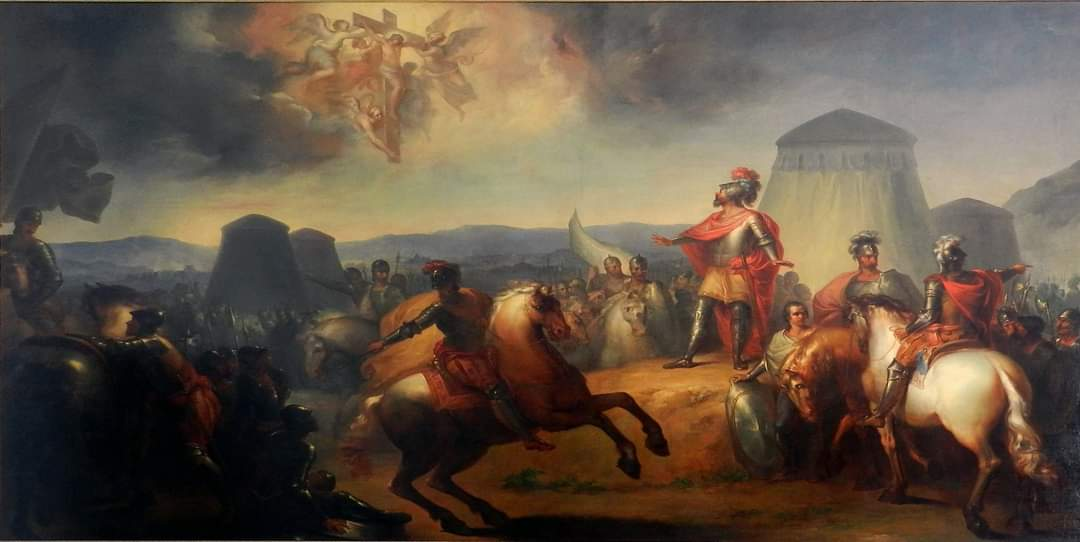
ドミンゴス・セケイラによって描かれたオーリッケの戦い

1112年にアンリが没した後、ガリシアの有力貴族ペドロ・フロイラス・デ・トラバはガリシアから分断された旧ポルトゥカーレ伯領を取り戻すため、息子のフェルナンド・ペレスをアンリの妻テレサと結婚させようとした。ガリシアの伸張を危惧するポルトゥカーレの貴族、聖職者はアンリの子アフォンソ・エンリケスを旗頭としてテレサに反乱を起こした。1128年6月24日にギマランイス近郊のサン・マメデの戦いでポルトゥカーレ軍はガリシア軍を破り、テレサはガリシアに逃亡した。新たに伯となったアフォンソはイベリア半島南部でのレコンキスタを進めて領土を広げるため、1131年頃にギマランイスからコインブラに遷都した。
1137年にアフォンソはカスティーリャ＝レオン皇帝アルフォンソ7世とトゥイ条約を締結し、アルフォンソ7世への臣従と引き換えにポルトガル北部の国境を取り決めた。1139年のオーリッケの戦いでムラービト朝に勝利を収めたアフォンソは南部に勢力を広げ、同時にガリシアに侵入してアルフォンソ7世に王位の承認を要求した。1143年に締結されたサモーラ条約によってアフォンソの臣従を条件として王号が認められ、アフォンソ1世を創始者とするブルゴーニュ（ボルゴーニャ）王朝ポルトガル王国が創始された。アフォンソ1世はサヴォイア伯家、フランドル伯家と婚姻関係を結び、ローマ教皇への従属を誓って外交関係を構築した。1147年にサンタレンを征服し、パレスチナに向かう途上でポルトに寄港した十字軍兵士の支援を受けてリスボンを征服する。1179年に教皇庁によってポルトガル王位が承認される。1211年のナバス・デ・トロサの戦いでキリスト教勢力はムワッヒド朝に勝利し、レコンキスタは急速に進展する。
アフォンソ1世の死後、王権の強化を推進する国王とそれに反発する貴族・聖職者の間に対立が起きる。1245年にサンシュ2世がローマ教皇によって廃位された後、新たに王位に就いたアフォンソ3世はポルトガルの秩序の回復に努めた。1249年にアフォンソ3世はアルガルヴェ東部のファロとシルヴェスをイスラーム勢力から奪回し、ポルトガル内のレコンキスタを完了させる。1254年にはこれまで貴族と聖職者のみが参加していたコルテス（身分制議会）に平民の代表の参加が認められた。翌1255年、コインブラに代わってリスボンがポルトガル王国の首都機能を持ち始める。

### ポルトガル王国の発展と衰退、アヴィス王朝の成立
ディニス1世の治世にポルトガル王権の強化、経済活動は最盛期を迎える。国内外の貿易活動が活性化し、特にフランドル地方、イギリス、フランスを相手とする交易が盛んに行われていた。リスボン、ポルトの商人が海上貿易において主要な役割を果たし、立地と良港に恵まれたリスボンはポルトガル南北地域の統合と経済活動の中心地となる。レコンキスタの達成によって地中海の自由な航行が可能になるとイタリアの商人がポルトガルに進出するようになるが、特にジェノヴァの商人は商業と航海技術に大きな影響を与え、1317年にジェノヴァ人マヌエル・ペサーニャによってポルトガルに海軍が創設される。1312年にテンプル騎士団が廃止された後、ディニスは1317年にキリスト騎士団を新設してポルトガル国内のテンプル騎士団の財産を移管し、富の国外への流出を未然に防いだ。また、1290年にはコインブラ大学の前身となる法学者の養成を兼ねた学校がリスボンに開設される。
レコンキスタの進展に伴ってドーロ川以北で話されていたガリシア・ポルトガル語がテージョ川以南のルシタニア・ムデハル語と融合し、ガリシア・ポルトガル語から分化したポルトガル語が成立する。ディニス1世による公文書のラテン語からポルトガル語への転換、南フランスで活躍していたトルバドゥール（吟遊詩人）の活動は、ポルトガル語の確立に大きな役割を果たした。
1340年代にヨーロッパ・北アフリカを襲った黒死病（ペスト）は1348年秋にポルトガルでも流行し、ポルトガルの人口のおよそ3分の1が減少したと推定されている。黒死病の流行は農業労働力の減少をもたらし、歳入の減少と貴金属の不足に対する応急処置として悪貨が鋳造されたため、都市下層民の生活に大きな負担がのしかかった。農村人口の減少と移動への対処として1349年から農民を土地に拘束する強制就労法が施行され、その中でも1375年のセズマリア法は有名であるが、十分な成果は上がらなかった。ポルトガル王フェルナンド1世はカスティーリャの王位継承権を主張して3度の軍事行動を実施するが、ポルトガルの大敗に終わる。和約によってフェルナンド1世の唯一の子供である王女ベアトリスはカスティーリャ王フアン1世と結婚したため、ポルトガルがカスティーリャに併合される可能性が現れる。戦争の敗北に加えて教会大分裂（大シスマ）も国内の混乱を悪化させ、聖職者と一般の信徒は2つの立場に分かれて対立する。
1383年にフェルナンド1世が没した後、カスティーリャに嫁いでいた王女ベアトリスがポルトガル王位に就き、ベアトリスの母レオノールが摂政となる。反レオノール派はペドロ1世のアヴィス騎士団長ドン・ジョアンを担ぎ出し、ポルトガルは大貴族を中心とするレオノール派と中小貴族、ブルジョアジーを中心とするジョアン派に二分された。レオノールはカスティーリャに援軍を要請し、1384年2月にリスボンはカスティーリャ軍の包囲を受ける。リスボン市民はジョアンを「王国の統治者、防衛者」に選出してカスティーリャの攻勢に抵抗し、ジョアン派はリスボンの防衛に成功する。1385年4月にコインブラで開催されたコルテスでジョアンはポルトガル王に選出され、彼を創始者とするアヴィス王朝が成立した。同年8月のアルジュバロータの戦いでポルトガル軍はカスティーリャ軍に勝利し、国家の独立を守り抜いた。

## 近世

### 海外進出

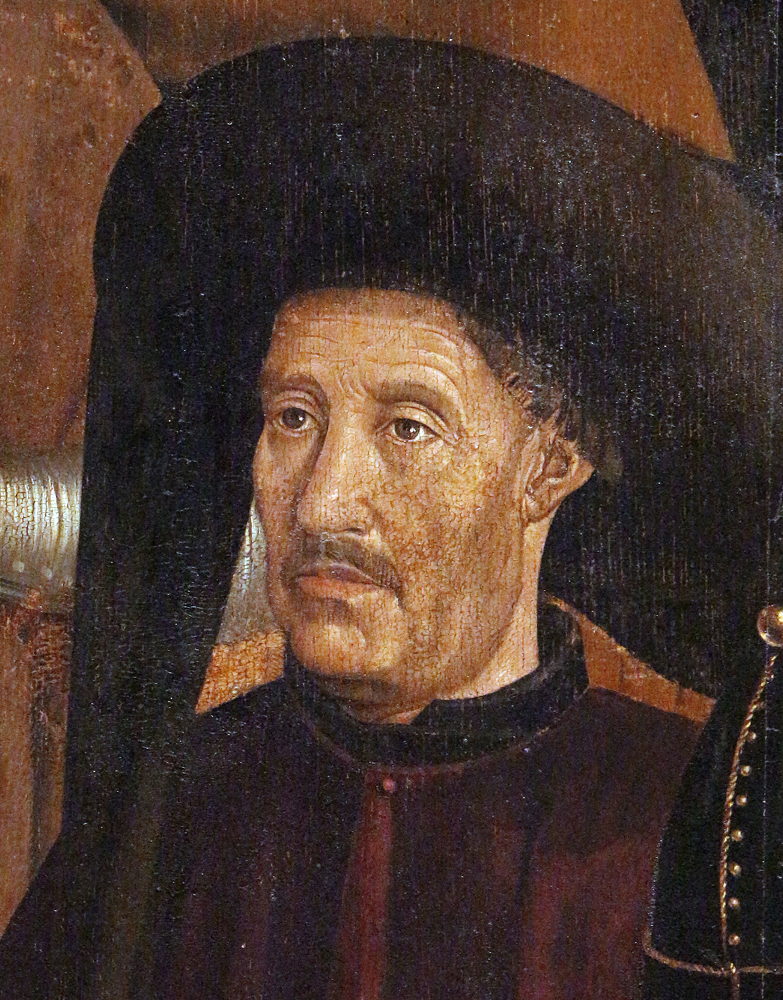
エンリケ航海王子

1415年にドゥアルテ、ドン・ペドロ、ドン・エンリケ（エンリケ航海王子）らジョアン1世の王子たちがモロッコの港町セウタを占領し、ポルトガルの海外進出が始まった。1419年からエンリケ航海王子による西アフリカ探検が開始され、カナリア諸島、アゾレス諸島、マデイラ島などの大西洋の島々の発見と植民が行われた。1434年にポルトガルが派遣した探検家ジル・エアネスはボジャドール岬に到達した頃から探検事業は急速に進展し、キャラベル船の導入など航海技術も向上を見せる。西アフリカではポルトガルとカスティーリャの競争が激化するが、1479年に締結されたアルカソヴァス条約によってポルトガルはカナリア諸島を除く大西洋の島々とヴェルデ岬以南の西アフリカの沿岸部を確保した。ポルトガルによってアルギン、サン・ジョルジェ・ダ・ミナに設置された拠点からは金のほかに奴隷も出荷され、1450年から1500年までの間におよそ150,000人の奴隷がポルトガル人によって送り出されたと言われている。

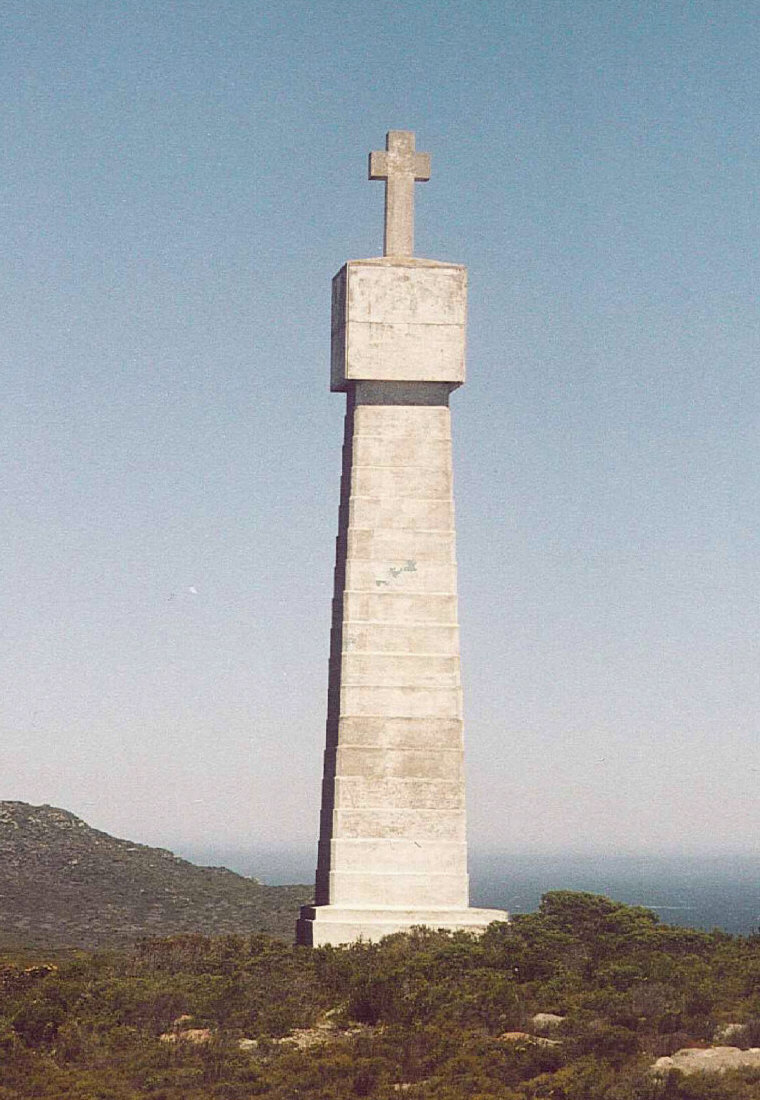
バスコ・ダ・ガマの事跡を称えて喜望峰に建てられた記念碑

1486年にベニン王国に辿り着いた探検家アフォンソ・アベイロはアフリカ奥地にオガネーというキリスト教国が存在する情報をリスボンの宮廷にもたらした。オガネーがプレステ・ジョアンの国と考えた国王ジョアン2世は陸路と海路の両方に捜索隊を派遣し、船団の指揮を命じられたバルトロメウ・ディアスはアフリカ大陸沿岸を南下し、1488年1月に喜望峰に到達する。1498年5月にヴァスコ・ダ・ガマが率いる船団がインドのカリカット（コーリコード）に到達、翌1499年9月にガマはリスボンに帰還し、ヨーロッパとインドを直接結ぶ航路が開拓される。1500年3月にはペドロ・アルヴァレス・カブラルが率いる船団がインドに向けて出港するが、船団は航行中に貿易風によって西に流され、南アメリカ大陸に流れ着いた。ポルト・セグーロに上陸したカブラルは土地を「ヴェラクルス」と名付け、やがて産出される染料に因んだ「ブラジル」の名前で呼ばれるようになる。
アジアに進出したポルトガルは領土の獲得ではなく、要塞・商館の建設という手段で商業網の確保に乗り出した。フランシスコ・デ・アルメイダ、アフォンソ・デ・アルブケルケらによってインド洋世界にポルトガルの拠点が築かれ、1510年にゴア、1511年にマラッカがポルトガルの支配下に入り、1522年にはモルッカ諸島のテルナテ島に要塞が建設された。アラビア半島、ペルシア湾方面ではアデンの攻略に失敗したものの、1503年にソコトラ島に要塞を建設して紅海に睨みを利かせた。1515年にペルシア湾の都市ホルムズを征服したポルトガルは香料交易を一手に収める。ポルトガル人はアジア内の貿易にも積極的に介入し、1557年に明からマカオを租借した後、中国の生糸と金、日本の銀を扱う中継貿易で大きな利益を上げた。
従来はヴェネツィア共和国の商人がイスラム商人を通してアジアで生産された胡椒を輸入し、ヨーロッパで独占的に販売していたが、新航路の開拓によって状況は一変する。香料の流入が遮断されたため、15世紀末までヨーロッパの香料貿易を独占していたヴェネツィア商人は打撃を受ける。ヨーロッパ・アジア間の香料貿易はリスボンに置かれたインド商務院によって統轄され、1518年から1519年にかけては海外収入が国家歳入の63%を占めていた。
他方でブラジルには染料以外に有望な資源がない報告を受け取ったマヌエル1世はインドの香料交易に力を入れ、1502年にフェルナン・デ・ロローニャの商人団にブラジルの開発を委任する。しかし、民間によるブラジル開発は失敗に終わり、1548年からポルトガル王室はブラジルに総督を配置して本格的な植民地経営に着手する。1560年代からブラジルの砂糖生産が軌道に乗り始め、砂糖産業は1670年代まで成長を続ける。
15世紀後半から王室はカスティーリャ、スペインとの結びつきを強め、血縁関係をより緊密なものにしていた。スペイン文化の影響は宮廷内にとどまらず上流階級に波及し、イベリア半島に存在する国家が統一される可能性が高まっていった。マヌエル1世の治世にはイタリアの都市国家やイギリスなど他国の海外交易に参入し、貴族たちは王家間の婚姻関係を軸にイベリア半島を統一する方法を模索していた。メキシコとペルーに銀山を抱え、メキシコ・フィリピン・中国を結ぶ航路を開拓したスペインは、交易路の拡大を望むポルトガルの商人にとって魅力的な市場になっていた。ポルトガルとカスティーリャ、そしてスペインは相互に文化的影響を与え合い、ポルトガル語とスペイン語両方の言語で作品を残した作家が多く現れた。
大航海時代の交易によってもたらされた利益と見聞は、ポルトガルの美術と学芸の世界にもいくらかの影響を与えている。建築の分野では航海に関するモチーフが施されたマヌエル様式が発達し、ゴメス・エアネス・デ・ズララの『ギネー踏査征服史』やトメ・ピレスの『東洋諸国誌』などの探検事業の記録が著された。イタリアやフランドル地方からもたらされたルネサンスの人文主義運動が盛んになる一方、自国語を重視する動きも見られた。1572年に発表されたルイス・デ・カモンイスの『ウズ・ルジアダス』は古代からガマの航海までのポルトガルの歴史を語る叙事詩であり、ポルトガルだけでなくヨーロッパの他地域でも読まれていた。

### ハプスブルク家の統治

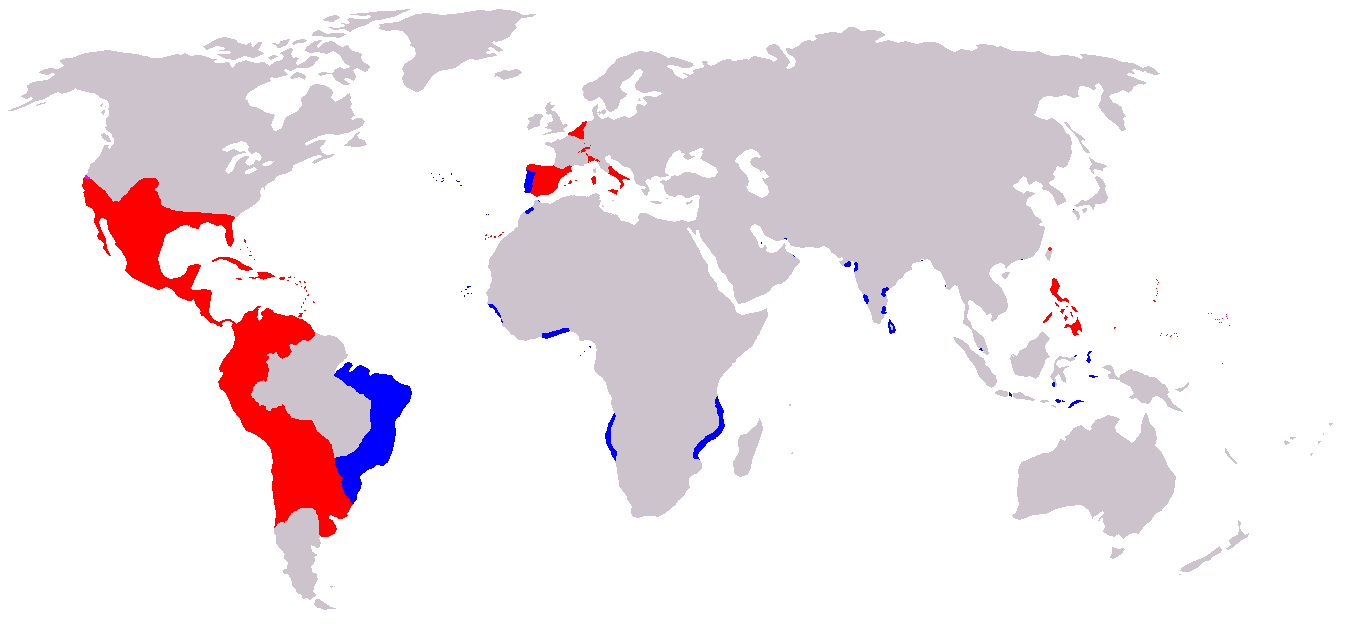
ハプスブルク時代のスペイン・ポルトガル同君連合の支配領域。青色で示された範囲がポルトガル王国の支配領域を表す。

1578年に国王セバスティアン1世が未婚のままアルカセル・キビールの戦いで戦死すると、彼の大叔父である枢機卿ドン・エンリケが王位に就くが、ドン・エンリケにも嗣子はいなかった。1580年1月にエンリケ1世は後継者を決定しないまま没し、マヌエル1世の孫たちが王位継承権を主張した。大部分の貴族、知識人、官僚、商人の支持を集めるスペイン王フェリペ2世と、民衆からの人気が高いクラトの修道院長ドン・アントニオが争い、フェリペ2世が派遣したスペイン軍は各地で勝利を収めた。1581年4月にトマールで開催されたコルテスでフェリペ2世はポルトガル国王として承認され、イベリア半島にスペイン王がポルトガル王を兼ねる同君連合が成立した。
フェリペ2世は甥のアルベルト・デ・アウストリアをポルトガル総督に任命し、評議会との合議制を敷いてポルトガルを統治した。フェリペ2世はポルトガルで寛大な統治を実施し、ポルトガルの自治が尊重されただけでなくポルトガル人はスペイン国内でも優遇を受けた。ポルトガルは宮廷の維持費の負担から解放され、スペインとの間に設けられた国境税関の廃止、新大陸のスペイン領への進出によって商人は大きな恩恵を受ける。この結果ポルトガル経済は回復し、植民地の経営状態も良化する。スペインの首都をリスボンに遷都する計画が立てられ、リスボンとトレドを結ぶテージョ川の運河の建設が始められたが、利権の喪失を恐れるセビリアの反対によって計画は頓挫した。1588年に実施されたスペイン艦隊のイギリス遠征にはポルトガル艦船も加わっていたが、同年夏のアルマダの海戦でスペイン艦隊はイギリス艦隊に敗北し、ポルトガルの海運も痛手を受けた。
1598年のサントメ島とプリンシペ島の攻撃を皮切りに海外のポルトガルの支配領域であるアジア、西アフリカ、ブラジルでポルトガルとオランダの抗争が起こり、戦争は1663年のインドのマラバールの陥落まで続いた。オランダの進出によってアジアにおけるポルトガル人の勢力は大きく減退するが、オランダは西アフリカ、ブラジルから退却せざるを得なかった。
東アフリカのポルトガルの拠点は1538年にアデンがオスマン帝国に占領された直後から圧力を受けるようになり、1585年から1586年の間にオスマン帝国のミール・アリ・ベイによってマリンディを除くポルトガルの拠点が奪われた。ポルトガルは敵対的なスワヒリ都市のモンバサとオスマン帝国の連携を阻止するため、1592年にマリンディと連合してモンバサを攻撃した。モンバサを占領したポルトガルは島にフォート・ジーザスを建設し、この地を拠点として半世紀ほど東アフリカでの軍事的優位を保つ。ペルシア湾方面のポルトガル植民地はサファヴィー朝イランの攻撃に晒され、1602年にバーレーン島、1622年にホルムズが奪われる。
フェリペ3世の時代から次第にポルトガルの自治は遵守されなくなり、総督、評議会の人員にスペイン人が任命されるようになり、1611年には「借款」という名目の増税が実施される。1610年代から新大陸から輸出される銀の量が減少しただけでなく、スペインにはオランダ、三十年戦争で対立するフランスとの抗争のために多額の戦費がのしかかっていた。フェリペ4世の宰相であるオリバーレス伯爵ガスパール・デ・グスマンはカスティーリャの財政負担を和らげるため、スペイン王国を構成するポルトガルとカタルーニャに与えられていた特権を廃し、カスティーリャを中核とする中央集権化を試みた。スペインの抑圧が強くなるに連れて民衆の間にスペイン支配に対する反感と、生存していたセバスティアン1世がポルトガルを解放する救世主信仰（セバスティアニズモ）が湧き上がる。1637年にエヴォラで増税に反発した民衆は反乱を起こし、暴動の影響はアレンテージョとアルガルヴェにも及んだ。また、民衆だけでなく貴族層もカスティーリャ中心の政策とコルテスの決議を経ない増税に対して不満を抱いていた。
1640年6月にカタルーニャの住民が暴動を起こしてスペインから派遣された副王を殺害し、カタルーニャ自治行政府はフランスと協定を結んでカスティーリャからの反撃に備えた。ポルトガルに生まれつつあった反カスティーリャ運動を事前に阻止するため、オリバーレス伯はポルトガルの貴族にカタルーニャ遠征への従軍を命じた。1640年12月に40人の貴族と知識人がリスボンの王宮を襲撃し、副王マルガリーダを逮捕した。国王に推戴されたブラガンサ公ドン・ジョアンはジョアン4世として即位し、ブラガンサ王朝を創始した。

### 再独立の達成
ジョアン4世の治世はスペインとの戦争に備えた軍事力の増強、軍費の捻出に費やされた。ジョアン4世は王権の行使に慎重な立場をとり、政務の大部分を貴族と高級官僚に委ね、自身は彼らの監督役となった。当初国王の権力は顧問会議によって制限を受けていたが、やがて顧問会議の力は弱まり、国王から信任を受けた少数の秘書官や寵臣が国政を掌握するようになった。ブラガンサ王朝成立の前後にポルトガルはインド洋世界の植民地の大部分を喪失し、1641年にマラッカ、1644年・1656年にセイロン、1658年にキロン、1660年にネガパタンが陥落した。アラビア半島の沿岸部ではソハールなどの拠点がオマーンで勃興したヤアーリバ朝の攻撃を受け、1650年のマスカットの陥落によってオマーンからポルトガル勢力は駆逐された。東アフリカの拠点であるモンバサでは1631年にポルトガルの支配に反発した住民が蜂起を起こし、反乱は他のスワヒリ都市に飛び火するが、長らくの間決着はつかなかった。オマーンの艦隊がスワヒリ都市の要請を受けて出撃し、戦争に敗れたポルトガルは1698年にスワヒリ海岸から撤退し、植民地支配の拠点をモザンビークに移した。
ポルトガルは再独立を宣言したものの、大部分の貴族と高位聖職者、異端審問所はスペインを支持していた。ジョアン4世はスペインと敵対する勢力に援助を仰ごうと試みるが、イギリス、オランダはポルトガルと対立し、フランスからは支援を得られなかった。教皇庁とポルトガルの関係は良好とは言い難く、教皇庁はスペインからの分離独立の嘆願を拒み続けていた。ポルトガルからの空白になっていた司教区の司教確認の要請は退けられ、再独立が達成された時点で本国と植民地に存在する28の司教区のうち20が司教不在の状況に置かれていた。ジョアン4世はブラジルとアンゴラの支配権の回復には成功したが、スペインの同意を得ない独立宣言をヨーロッパ諸国に承認させることができないまま没した。
ジョアン4世の死後、摂政となった王妃ルイサはイギリスに支援を求める。1661年にポルトガルとイギリスは友好条約を締結し、王女カタリーナとイングランド王太子チャールズの結婚が取り決められたが、その代償としてポルトガルは2,000,000クルザードを支払い、タンジール（タンジェ）とボンベイ（ムンバイ）をイギリスに割譲しなければならなかった。イギリスの援助はポルトガルの再独立を支える原動力の一つとなるが、イギリスは援助の見返りとしてポルトガル本国と植民地での商業上の特権を獲得し、ポルトガルはイギリスに対して従属的な立場をとるようになる。
1662年にイギリスに接近する政策に反発する一派のクーデターによってルイサは失脚し、国王アフォンソ6世に代わってカステロ・メリョール伯ルイスが国政を動かした。1665年のモンテス・クラロスの戦いでポルトガルはスペインに決定的な勝利を収めるが、カステロ・メリョール伯は王弟ペドロを擁するカダヴァル公爵の一派に敗れて失脚する。1668年にスペインはブラガンサ王朝の正統性を認めてポルトガルは再独立を達成し、セウタを除く植民地が復帰する。1683年にアゾレス諸島に流されたアフォンソ6世が没すると、摂政を務めていたペドロが王位を継承した。

### 王権の強化、財政改革
これまでポルトガル経済を支えていたブラジルの砂糖生産は1670年代から衰退し、また富裕層によるイギリスの毛織物、フランス、イタリアの贅沢品の輸入量の増加によってポルトガルの経済状況は悪化する。1675年に財政長官のエリセイラ伯はフランスのコルベールの重商主義政策に倣った財政改革を実施し、フランスやイギリスの熟練工の招聘、繊維工場の開設・拡張を行うとともに国産品保護のため輸入品の使用を禁止する法令を発布した。しかし、カダヴァル公爵やアレグレッテ侯爵などのイギリスへのワインの輸出を求める勢力はイギリス製品の締め出しを望まず、ブラジルからの金の流入量が増加すると、工業化への熱意は失われていく。そして金の流入によって貿易赤字が解消された後、人々は粗悪な国産品ではなく法律を犯して輸入品を買い求めるようになった。1690年にエリセイラ伯は自殺し、ポルトガル経済が不況から脱すると工業化は頓挫する。
ジョアン5世はブラジルの金によって得た経済力を元にこれまで国政に深く関わってきた大貴族を排除し、絶対王政の確立を志向した。金は王室に多大な収入をもたらしたためにコルテスを招集する必要性は薄れ、ポルトガル革命後の1822年まで開催されない状況が続くことになる。しかし、貴族、聖職者、都市、異端審問所が持つ伝統的な特権と習慣に介入することはできず、国王が行使できる権力には制約がかけられていた。ジョアン5世は国家の威信の回復を図って対外戦争に参戦し、スペイン継承戦争ではオーストリア、イギリス、オランダに与し、1713年のユトレヒト条約でラプラタ川北岸のサクラメントを獲得する。1750年にスペインとの間で締結されたマドリード条約で、ポルトガルはサクラメントの割譲と引き換えにトルデシリャス条約で取り決められた境界線を越えて西に広がっていた土地の領有権を認めさせ、ブラジルの境界線がほぼ確定する。1717年には教皇庁の要請に応じて対トルコ戦争に参加し、マタパン岬沖の海戦でポルトガル艦隊は勝利を収めた。戦争での活躍、寄進によってリスボン大司教は教皇庁から総大司教区と枢機卿の称号を付与され、多額の資金を投入して総大司教座教会が建立される。スペイン継承戦争後、ポルトガルはヨーロッパ諸国の係争に対して積極的に関与せず中立的な立場をとり、50年近い安定を享受することができた。
16世紀半ばからポルトガルの学芸は国家と教会の監視によって衰退し、また連合王国の成立に伴う宮廷の消滅もあって、ポルトガルの文化の発展は停滞していた。こうした状況下でブラジルから流入した金は建築の分野に華美なバロック様式をもたらし、金泥木彫（ターリャ・ドラーダ）と絵タイル（アズレージョ）によって飾られた
建築物が現れた。

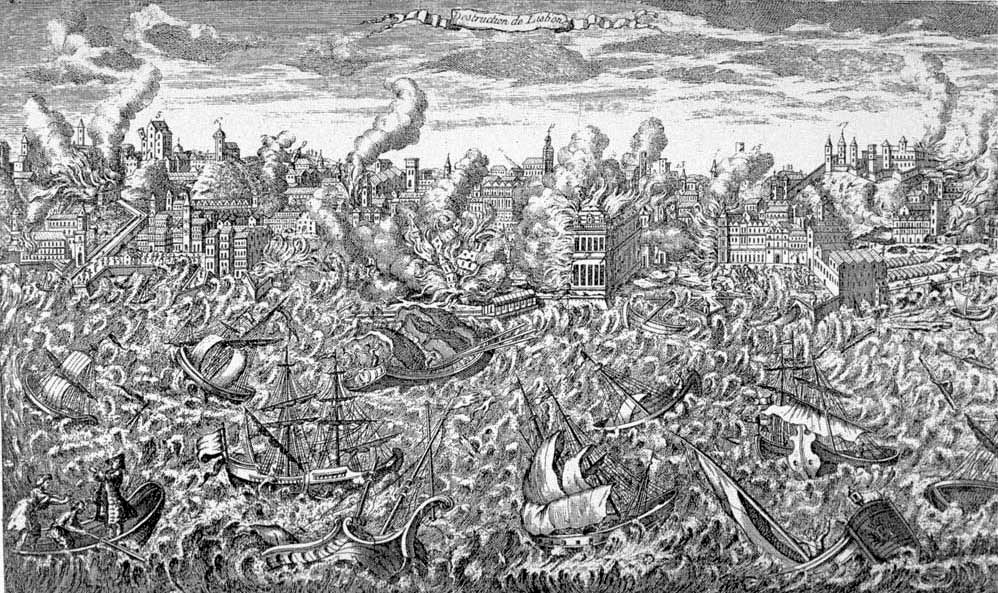
大地震と津波の被害を被ったリスボン

ジョアン5世の死後に即位したジョゼ1世は啓蒙主義者のセバスティアン・デ・カルヴァーリョ（ポンバル侯）を起用し、「上からの近代化」を推進する。1755年11月1日にポルトガル南西部で大地震が発生し、震源地に近いリスボンは多大な被害を受け、建築物、美術品、書籍などが失われる（リスボン地震 (1755年)）。震災の事後処理に活躍したポンバル侯はリスボン市街地の再建を進め、ジョゼ1世からの信頼を勝ち取った。
1758年の国王暗殺未遂事件の後に貴族勢力は弾圧され、翌1759年にポルトガル、ブラジルの両方で強い影響力を持っていたイエズス会士が追放される。イエズス会同様に強権を有していた異端審問所も1774年までに国家の統制下に置かれ、火刑が廃止される。イエズス会士の追放を契機にジョアン5世の治世からの課題となっていた教育改革が実施され、イエズス会によって運営されていたエヴォラ大学は閉鎖され、1772年にはコインブラ大学のカリキュラムと組織が2世紀半ぶりに再編された。初等・中等教育には学制が導入され、自国語の教育を強化した結果中間層の識字率が向上する。身分の平準化も進展し、1760年にはポルトガル本国の奴隷制が廃止され、1773年には異端審問所によって設けられていた新キリスト教徒と旧キリスト教徒の区別が廃止される。
1777年にジョゼ1世が没した後ポンバル侯は失脚するが、彼が取った重商主義政策は継承された。ポンバル侯によって育成されたポルトガルのマニュファクチュアは成長し、アメリカ独立戦争とフランス革命の影響を受けてブラジルからの輸出品の価格は高騰し、1807年のフランス軍の侵入までポルトガルの好況は続いた。しかし、ブラジルではマニュファクチュアが廃止されたために現地の繊維産業と製鉄業は打撃を受け、1780年代から金の産出量が減少したために失業者が増加し、社会の緊張は高まっていた。ブラジルのポルトガル本国からの搾取に対する不満が高まり、1789年のミナスの陰謀、1798年のバイーアの陰謀といった本国からの独立を図る反乱が企てられた。その一方でポルトガル宮廷にはスペインからの脅威を避けるため、恵まれた富を有するブラジルへの遷都を提案する意見があり、ブラジルの支配者層も利権を維持しつつ、植民地条例からの脱却を求める最良の方法として宮廷の移転を望んでいた。

## 近代

### 半島戦争、ブラジルの独立
1801年にポルトガルはフランスと同盟したスペイン軍の攻撃を受けて大敗し、スペインにオリヴェンサを割譲し、賠償金を支払わなければならなかった（オレンジ戦争）。
ヨーロッパで勢力を拡大するフランスのナポレオン・ボナパルトに対してポルトガルは中立を表明していたものの、1806年にフランスからイギリスとの友好関係の破棄を通告される。1807年11月29日に摂政ドン・ジョアンはポルトガル本国を統治する摂政政府を組織した後、王族や高級官僚からなる随行員とイギリス海軍を伴ってブラジルに脱出し、翌30日にフランスの将軍ジャン＝アンドシュ・ジュノーがリスボンに入城する。フランス革命を支持する一部の知識人から支持されたジュノーは摂政政府を解散させるが、1808年にスペインで発生した民衆蜂起に勇気づけられた民衆はフランス軍に抵抗した。アーサー・ウェルズリー率いるイギリス軍とポルトガル軍はフランス軍を撃退するが戦争によって国土は荒廃し、フランス軍撤退後もイギリス軍はポルトガルに駐屯し続ける。イギリスの将軍ウィリアム・ベレスフォードは摂政政府に強い発言力を持ち、事実上のポルトガルの統治者として君臨する。
ポルトガルを脱出したドン・ジョアンとマリア1世らは1808年3月にリオデジャネイロに到着し、この地に宮廷を置いた。1810年にブラジルの宮廷とイギリスの間で結ばれた通商航海条約によってブラジルはポルトガル本国の植民地主義から脱却し、1814年のウィーン会議の後もジョアンはブラジルに留まり続けた。ジョアンはウィーン会議で採用されたウィーン体制に合わせるためにブラジルを植民地から王国に昇格させ、1815年12月にポルトガル・ブラジル及びアルガルヴェ連合王国が成立した。1816年のマリア1世の死後、ジョアンが王位を継承し、ジョアン6世として即位する。ブラジルに移った王室と貴族は本国からの地代を受け取る生活を送り、さながらブラジルが宗主国のような立場になっていた。
経済の低迷と国王の不在に不安を覚えるポルトガル本国の民衆と中間層はイギリスの支配に不満を抱き、彼らの間にフランス革命のジャコバン主義、イギリスのフリーメイソンの自由主義が浸透し始める。1820年8月24日、自由主義者と同盟を結んだポルトガル将校はベレスフォードの不在に乗じてポルトで「革命宣言（プロヌンシアメント）」を発し、反乱の余波は北西部・中部の諸都市に及んだ（1820年自由主義革命）。1821年1月にコルテスが招集され、国民主義・三権分立の原則に基づいた憲法の制定、絶対主義王制に対する自由主義的な改革が唱えられる。
ジョアン6世は革命政権との和解を図って王太子ドン・ペドロを本国に派遣しようと試みたがコルテスの強い抵抗に遭い、1821年4月にペドロをブラジルに残して帰国した。コルテスはブラジルの植民地への降格を決定し、同年8月にリスボン議会はペドロのポルトガル本土への召還とリオデジャネイロの行政機関の移転を決定するが、ポルトガル本国の一連の議案はブラジルの知識人と支配者層を独立に向けて団結させる。1822年10月にブラジルはポルトガルから独立し、ペドロを皇帝とするブラジル帝国が建国された。1825年8月にポルトガルはイギリスの圧力を受けてブラジルの独立を承認するが、その代償としてブラジルでの通商特権の維持、奴隷貿易の停止をブラジル側に認めさせた。

### 自由主義と絶対王政の対立
1822年11月、ポルトガルでフランス革命の原則に基づく自由主義的な憲法が公布されるが、保守層は新憲法に反対して王子ドン・ミゲルを担ぎ出した。1823年、1824年の2度にわたってドン・ミゲルは反乱を起こすが失敗し、ウィーンに亡命する。
1826年にジョアン6世が没すると、反対勢力はブラジル皇帝となっていたペドロの王位継承権を否定し、ドン・ミゲルを国王に擁立する。イギリスの支援を受けたペドロはポルトガル王ペドロ4世として一時的に即位した後、7歳の娘マリアに譲位した。反革命勢力との妥協を図ったペドロは新憲法を廃止して司法・立法・行政の三権に国王が行使する調整権を加えた憲章を公布し、マリアとウィーンのドン・ミゲルを婚約させる。1828年7月、ドン・ミゲルはペドロとの約束を破棄してマリアから王位を奪い、絶対王政を復活させた。ミゲルの統治下で自由主義者は厳しい弾圧を受けるが、ポルトガルの民衆はミゲルの政権を受け入れ、1829年10月にはスペインもミゲルの政権を承認する。しかし、1830年のフランス7月革命によってヨーロッパの反動体制の伸長に歯止めがかかり、ポルトガルもその例に漏れなかった。ミゲル1世の背信行為に直面したペドロは帝位を息子のペドロに譲り、1832年に傭兵隊を率いてミンデロに上陸する（ポルトガル内戦）。
自由主義と絶対主義の対立によって起きた内戦は自由主義者の勝利に終わり、絶対主義陣営の拠点となってい修道院・修道会は財産を没収され、土地を失った。半島戦争、ブラジルの独立に重ねて、内戦と戦費調達のための外国からの借款はポルトガル経済に大きな痛手を与える。自由主義者間の内部抗争はより深刻化し、内戦の勝利に大きな役割を果たしながらも十分な見返りを得られていないと感じていた中小商人・工業家、失業した軍人たちは政府に不満を抱いていた。1836年9月に自由主義者の急進派が民衆を扇動して反乱を起こし、軍部も反乱軍に同調した（セテンブリスタの乱）。セテンブリスタ内閣はペドロが公布した1826年憲章を廃止して1822年の新憲法を復活させるが、穏健派との妥協点を探るため、1838年に1826年憲章と1822年憲法の中間的な憲法を公布した。セテンブリスタの内部分裂が進む中、1842年1月に法務大臣のベルナルド・ダ・コスタ・カブラルはクーデターによって政権を掌握し、憲章の復活を宣言した。

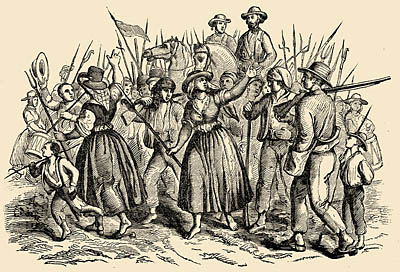
マリア・ダ・フォンテの乱

カブラルが実施した「上からの改革」の一つである遺体を共同墓地で埋葬する公衆衛生法は、伝統的な習慣を固持する農民の反発を引き起こした。1846年に北部ミーニョ地方で公衆衛生法や課税のための土地台帳の作成に反対した農民の反乱が起こり（マリア・ダ・フォンテの乱）、ポルトガル内戦で敗れた教会勢力とミゲル派以外にカブラルと敵対するセテンブリスタや一部の憲章派も反乱を扇動したマリア・ダ・フォンテの乱は1か月で終息したものの騒乱は全国に波及し、ポルトガル政府はイギリス軍の支援を受けて辛うじて反乱を鎮圧することができた。
1851年にクーデターによって政権を奪取したジョアン・デ・サルダーニャは「刷新」と名付けた改革に着手する。1852年6月に憲章の修正によって下院に直接選挙制が導入され、保守派は刷新党、急進派は歴史党を結成した。1890年代までこの二党による議会政治が続き（ロタティヴィズモ）、ポルトガルの政情は一時的に安定する。ブラジル植民地の喪失後はポルトガル国内の開発が重視され、ワイン、オリーブ油、果物などのイギリス向けの輸出商品が盛んに生産される。輸出産業の振興に伴って道路・鉄道といった交通基盤も整備されると、これまで孤立していた内陸部の地域が接続され、開墾による農耕地の拡大が進展する。

### 王制の終焉

アンゴラとモザンビークを結ぶアフリカ植民地の構想を示した地図。地図の中でポルトガル領に塗られた色に由来するバラ色地図の名前で呼ばれている。

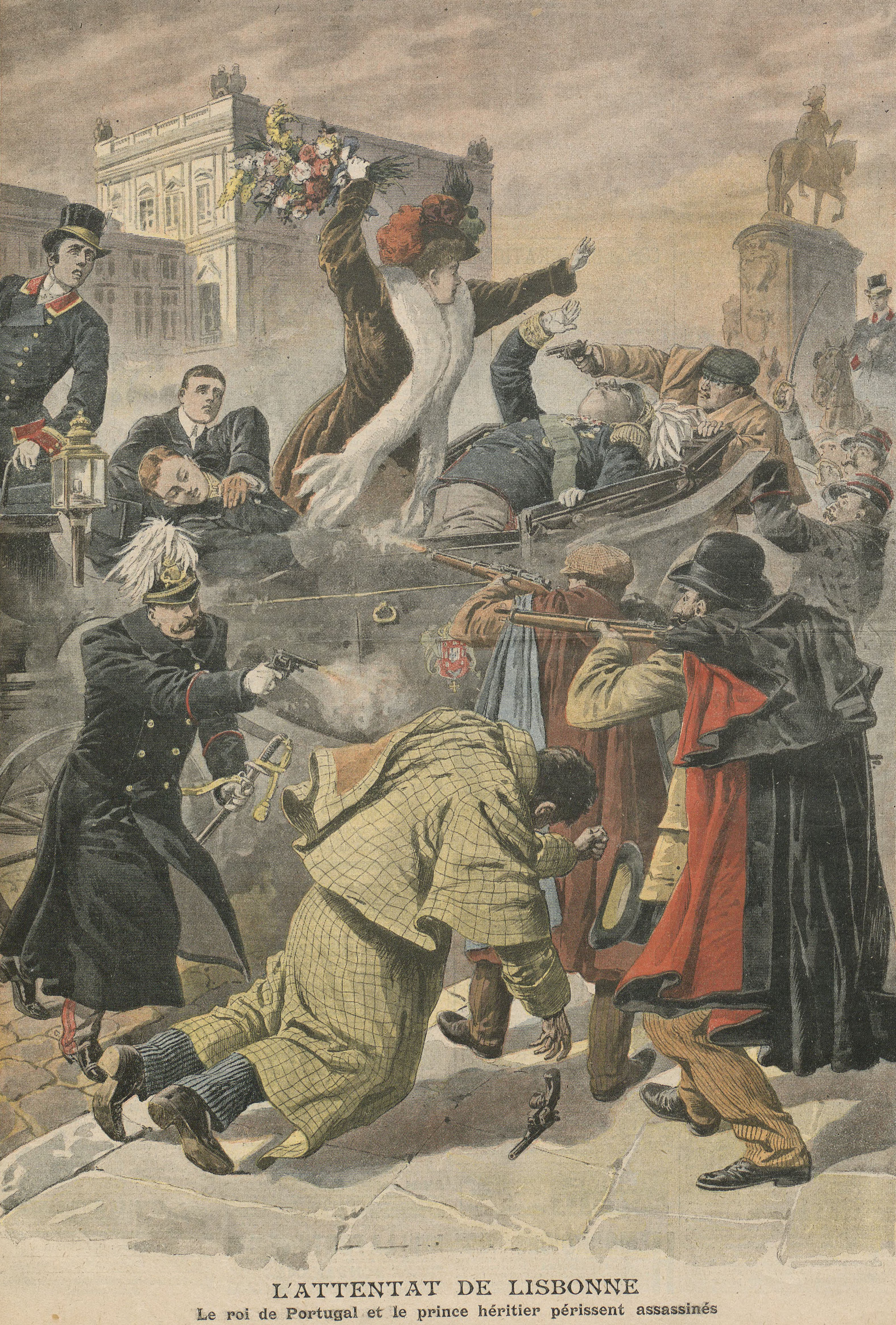
カルロス1世の暗殺

1884年に開催されたベルリン会議でヨーロッパの列強国はアフリカ分割についての協議を行い、ポルトガルは植民地の歴史的所有権を主張したが、最終的に実効占拠による土地所有の原則が議決される。1886年に国会でアンゴラとモザンビークを結ぶ植民地帝国の建設計画が発表され、ドイツとフランスへの根回し、探検隊の派遣による実効占拠が進められた。しかし、ポルトガルの政策はケープタウンから北上するイギリスの政策と対立するものであり、1890年1月11日にイギリスはザンビア、マラウイ、ジンバブエに相当する地域に駐屯していたポルトガル軍の即時撤退を要求した。ポルトガルはあてにしていたドイツの支援を得られず、やむなくザンビア、ジンバブエに相当する地域を放棄するが、世論はイギリスに譲歩する政府の姿勢を非難した。反王政を掲げる共和党も植民地政策を攻撃し、当時ポルトガルで普及し始めた新聞の多くが共和党を支持する立場を取ったため、共和主義は大都市の中産階級の間に広まった。こうしたイギリスの最後通牒に対して1890年にポルトで反英暴動が起こるが、暴動の実情はアフリカ方面の失策への失望ではなく、経済の悪化と政府の無力に対する不満の表れと考えられている。反乱の中で共和主義者はナショナリズムを掲げ指導的な立場につくが、やがて暴動を統制することが混乱になり、1891年のポルトでの急進派の共和主義者の反乱に至る。そして、17世紀のハプスブルク家の統治下で高揚したセバスティアニズモ（救世主信仰）は、共和政によってポルトガルが直面する全ての問題が解決される「共和主義待望論」に形を変えて民衆に浸透していく。
1906年に王党派の政党が内部抗争によって分裂すると、国王カルロス1世はジョアン・フランコに独裁を認めたため、反王政運動は激化する。1908年2月1日、リスボンのコメルシオ広場でカルロス1世と王太子ルイス・フィリペが過激派の共和主義者によって暗殺される。一命を取りとめたカルロス1世の次男ドン・マヌエルは父の跡を継いでマヌエル2世として王位に就いた。
国政選挙においてリスボンではポルトガル共和党が勝利するが、全国区では依然として王党派が優位に立っており、平和裏に共和制の政権を樹立することが難しい状況にあった。1910年10月3日の夜、リスボンで共和主義者の蜂起が発生し、翌日に海軍の急進的な下士官とカルボナリ党員がテージョ川に停泊していた軍艦を制圧し、王宮に砲撃を加える。マヌエル2世は一族を連れてリスボンから脱出してエリセイラに向かい、イギリス領のジブラルタルに亡命した。10月5日にリスボン市民の熱狂的な歓迎を受けた共和党指導部は共和制の樹立を宣言し、ブラガンサ王朝は滅亡を迎える（1910年10月5日革命）。共和党の指導部はリスボン市民によるパリ・コミューン成立の再現を不安視し、革命の主力であった急進派を政権から切り捨て、テオフィロ・ブラガを臨時大統領に選出した。

## 現代

### 第一共和政、軍事政権

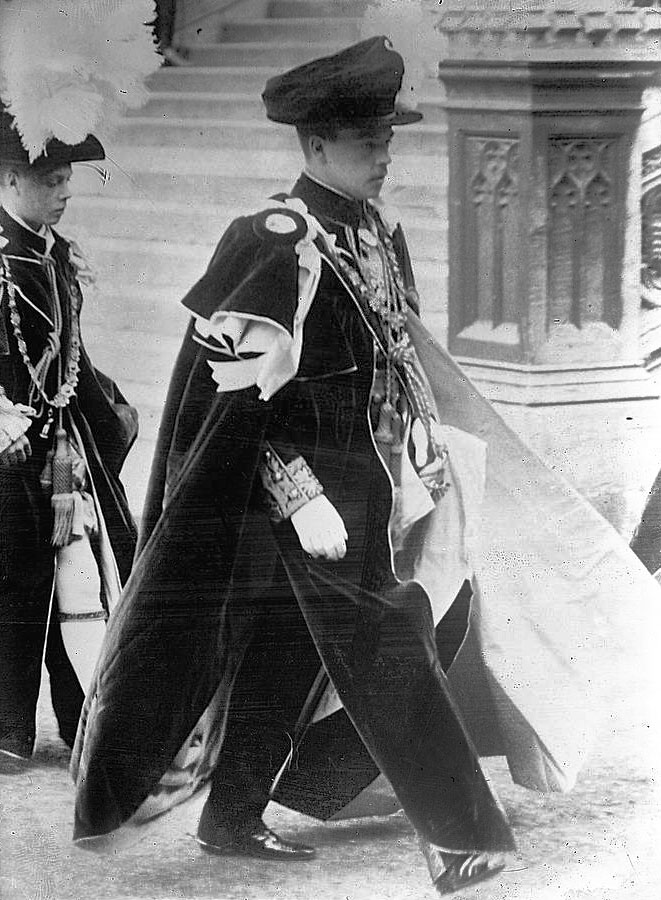
革命の翌年にイギリスに亡命したマヌエル2世

第一共和政の下でイエズス会など全ての修道会は廃止され、教会の財産が没収された。1911年に政教分離法が施行され、ポルトガルは教皇庁と断交する。同年5月に実施された制憲議会選挙の当選者は公務員、弁護士、医師などの都市部の中産階級で占められており、その結果労働者階級は共和政のブルジョア的性質に反発した。
新憲法は8月にブラジルとフランスを模範とする新憲法が公布されたが、憲法の公布直後に共和党は民主党、改進党、統一党に分裂して反目しあったため、内閣の安定は保たれなかった。1916年に内閣は第一次世界大戦への参戦を決定し、戦地に50,000を超える将兵が派遣されたが、戦費の負担は国民生活に重くのしかかる。1917年にシドニオ・パイスによる軍事クーデターが勃発し、翌1918年に大統領に就任したパイスによる独裁政治が開始される。だが、1918年12月にパイスは暗殺され、1921年までに18の内閣が交代した。1919年1月19日には王党派がリスボンとポルトで北部王国の建設を宣言する事件が起きるが、同年2月に反乱は鎮圧される。
1926年5月28日に将軍マヌエル・ゴメス・ダ・コスタがブラガで軍事クーデターを起こし、リスボンに向けて進軍した（1926年5月28日クーデター）。陸軍の大部分はコスタに好意的な、あるいは中立の立場をとり、大統領ベルナルディーノ・マシャドはジョゼ・メンデス・カベサダスに全権を委任して辞職する。同年6月にコスタによって軍事政権が樹立され、第一共和政は破綻する。1926年6月3日からコスタ、カベサダス、アントニオ・オスカル・カルモナによる三頭政治が始められるが、カベサダスとコスタは相次いで失脚し、政治的野心を持たないカルモナが指導者に選出される。
秩序の回復を名目に実施された新聞の検閲、議会の解散、人権の抑圧といったカルモナの政策に反発する一部の軍人と共和主義者は1927年2月にポルト、リスボンで反乱を起こすが失敗に終わる。ポルトの反乱の後、700人以上の軍人・市民が流刑に処され、既存の政治勢力を排除した軍部の独裁体制が確立された。マシャド、アフォンソ・コスタ、ジョゼ・ドミンゲス・ドス・サントス、ジャイメ・コルテザン、アントニオ・セルジオらの政治家はフランスに亡命し、共和国防衛同盟（パリ同盟）を結成して国外から反政府運動を支援した。
財政の危機に苦しむ軍事政権は国際連盟に借款を求めたが、共和国防衛同盟の働きかけを受けた国際連盟はポルトガルの財政管理を条件として課したため、政府は要求を拒絶する。1928年3月に大統領に選出されたカルモナはコインブラ大学の財政学教授アントニオ・サラザールを財相として招聘し、経済危機の解決にあたらせた。サラザールが実施した増税と歳出の引き締めによる財政の改善は高い評価を受け、1929年7月にアルトゥール・イヴェンス・フェラスが首相に就任した後もサラザールは現職にとどまった。1930年頃の世界恐慌の後、ポルトガルの貿易のパートナーであり、移民の受け入れ先ともなっていたアメリカ合衆国、ブラジルとの関係が絶たれていたが、植民地相を兼任していたサラザールはアフリカの植民地に目を向けて開発に着手し、利益を引き出していった。救世主として国民から信任を受けたサラザールは国政全体に指導力を有するようになり、1930年7月に「すべては国家のために」を標語として政党の結成を禁止し、非政党組織である国民同盟を結成した。

### サラザールの独裁

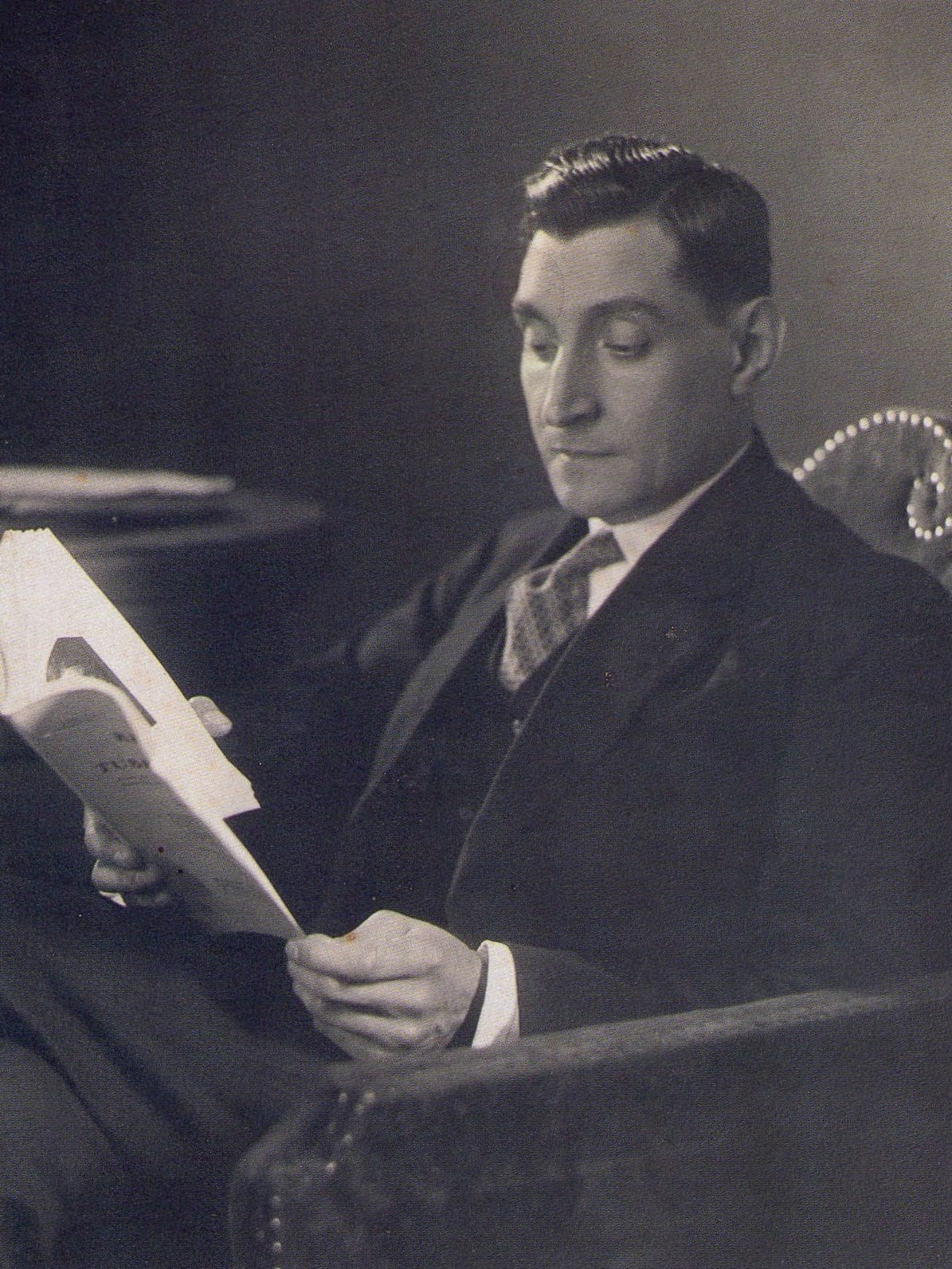
アントニオ・サラザール

1932年7月にサラザールは首相に就任し、ポルトガルの体制は軍事政権から文民政治に移行する。また、同年にイギリスに亡命したマヌエル2世が後継者を残さず没したため、王政復古への道が閉ざされた。翌1933年にコルポラティヴィズモ（協調主義）に基づく新憲法が公布され、新国家（エスタド・ノヴォ）体制が確立された。新憲法の下では国民投票で選出された大統領は立憲王政期の国王に比肩する権限を有していたがその立場は不安定なものであり、首相であるサラザールが実権を握っていた。
1936年のスペイン内乱ではサラザールはスペイン人民戦線の勝利を危惧し、スペイン共和国と断交してフランシスコ・フランコの反乱軍を支援した。スペイン内乱の後にサラザールは首相、蔵相、国防相、外相を兼任して権力を集中させ、ファシスト的団体であるポルトガル軍団とポルトガル青年団を結成させて体制の維持を図った。1938年4月にサラザールはフランコの政権を承認し、翌1939年にポルトガルはスペインと相互不可侵条約を締結した（イベリア同盟）。
第二次世界大戦では中立を宣言した。枢軸国の側に立てばポルトガルの植民地はイギリスの攻撃を受けることとなるし、連合国側に立てば、ポルトガル本土が危険に晒されるという判断からだった。また、ドイツはスペインとポルトガルへの侵攻計画（イサベラ作戦）を立てていたが、実行はされなかった。1940年にポルトガルと教皇庁が協定を結んだことで国内の教会の権威が回復され、軍部、地主、資産家・銀行、教会を地盤とするサラザールの独裁体制が確立される。同年にサラザールは自らの権威を示すためにポルトガル建国800周年、再独立300周年を記念するポルトガル世界博覧会を開催した。戦時中であることもあり、参加したのはポルトガルとその植民地だけであったが、ナショナリズムの高揚に利用した。1941年の独ソ戦勃発に伴い隣国スペインが青師団を派遣した際には、ごく少数のポルトガル青年団員が義勇兵として参加している。太平洋戦争では、中立であるにもかかわらず、自国領である東ティモールがオーストラリア軍によって占領され、サラザールはこれに厳重に抗議したが、その直後に日本軍がさらに同地を占領した。占領期間中、ポルトガル軍と日本軍の関係は平穏であった。
大戦中はタングステンなどの希少な軍需物資を連合国と枢軸国の双方に輸出することで、経済的にも政治的にも安定を保った（枢軸国への輸出は主にスイスを経由した）。連合国の勢いが盛り返してきた1943年からアゾレス諸島のテルセイラ島を基地として英米に提供するなどした。また、ポルトガルは大戦中にはヨーロッパからアメリカへの最後の脱出口となり、多くの亡命者の避難所となった。
第二次世界大戦後もサラザールの独裁体制は存続し、1960年まで政治活動の禁止、新聞の検閲、秘密警察による監視によって体制は維持される。リスボンやポルトで体制の変革、民主主義への転換を求めるデモが起きるが、民衆の要求に対してサラザールは意見を表明しなかった。ポルトガルは大戦で最終的に連合国に便宜を図ったことと、東西冷戦の中で反共勢力の一員となっていたために、サラザールの独裁体制は国際社会から承認され、北大西洋条約機構（NATO）、国際連合、欧州自由貿易連合（EFTA）への加入を認められた。1950年代末からの世界規模の政治変革の流れの中でポルトガルはなおも孤立を維持し続けたため、工業労働者と農民は低水準の生活を強いられていた。低賃金と弾圧に苦しむポルトガル本国と植民地の民衆だけでなく、拡大のために機構の改革を要求する独占的大企業、それらの独占的大企業に圧迫されていた中小企業もサラザール体制打倒の一因を担うことになる。1958年の大統領選挙で反サラザールの旗頭となったウンベルト・デルガードの敗退は民主化運動、ポルトガル国民のサラザール政権への不信感を促進する。反対勢力の拡大を危惧したサラザールは1961年に大統領選挙を間接選挙に変更し、反体制運動をより厳しく取り締まった。
1950年にポルトガルは中華人民共和国と協定を締結してマカオを準植民地とし、マカオは金融業とギャンブルによって繁栄する。独立したインドはポルトガル領のゴアの返還を要求して領内に侵攻、ポルトガル政府はインド側の要求を拒むが、現地の駐留部隊はすぐさまインド軍に降伏し、1961年にインドのポルトガル植民地は消滅する。

### 植民地戦争、独裁政権の崩壊
「アフリカの年」と呼ばれる1960年にはアフリカ大陸の植民地が相次いで独立するが、サラザールはポルトガルの植民地を「海外州」と規定し、独立を認めなかった。1961年1月にエンリケ・ガルヴァンがカリブ海の客船サンタ・マリア号を占拠してサラザール政権の弾圧を告発する事件が起き、ガルヴァンらはアメリカ軍に拘束されたが、ブラジル大統領ジャニオ・クアドロスに保護され亡命した。国際社会は植民地の独立を認めないポルトガルに強い批判を浴びせた（サンタマリア号乗っ取り事件）。1961年から1964年にかけてアンゴラ、ギニアビサウ、モザンビークの植民地で独立闘争が勃発し、国際世論もポルトガルに批判的な目を向けていた。ソビエト連邦、中国の抵抗を受けたゲリラは頑強に抵抗したため戦争は膠着状態に陥り、末期には20万の将兵と国家予算の4割が投入された。
1968年にサラザールは政界から引退し、リスボン大学の教授マルセロ・カエターノがサラザール体制の指導者となる。抑圧的な政治からの脱却を図るカエターノはサラザールによって追放されていたポルト司教の帰国を認め、検閲を緩和する。しかし、依然として植民地戦争からの撤退を表明せず、国民の失望は移民の増加、左翼勢力の反政府活動の過激化という形で表れる。植民地戦争の前線に立つ将校はマルクス、レーニン、毛沢東の思想の影響を受けて国軍運動を結成し、植民地の武力弾圧に反対していたギニアビサウ総督兼総司令官アントニオ・デ・スピノラに接近しつつ、クーデターの準備を進めていく。1974年4月25日、植民地戦争に従軍していた青年将校が植民地の独立と民主化を訴えて反乱を起こす。同日の夕刻にカエターノはスピノラに全権を委譲し、翌日の朝に大統領アメリコ・トマスとともにマデイラ諸島に移送される。将校たちの無血革命によってサラザール政権は打倒され、5月15日に臨時大統領に就任したスピノラによって挙国一致内閣が結成された（カーネーション革命）。
スピノラと国軍運動を指導する青年将校たちは植民地問題を巡って対立し、政争に勝利した将校たちは直ちに植民地を独立させる。1975年3月に革命評議会が創設され、共産党と連携した政府は基幹産業の国有化と農地改革を実施する。急速な共産主義への傾倒は国民の不安を煽り、同時にポルトガル経済は危機的な状況に陥った。混乱の中で国軍運動内の穏健派は社会党を結託して実権を握り、以降国軍は政界での力を失っていく。1976年2月、軍政から民政への移行が決定する。

### 民主化と現在
1975年以降モザンビーク、アンゴラなどアフリカの植民地が次々に独立。植民地支配を基盤とした「海上帝国」としてのポルトガルの体制は終わりを迎えようとし、「ヨーロッパへの回帰」が進められた。1986年には欧州共同体に加盟。さらに1987年にソアレス大統領とシルヴァ首相による中道左派政権が誕生し、堅調な経済政策を布いた。この年には中華人民共和国との協議でマカオの返還が決定し、1999年にマカオが中国に返還された。2002年には、1975年からインドネシアの実効支配が続いていた東ティモールが独立してポルトガルは名目上の植民地も失った。

## 年表

### 前史
- 紀元前19年 - ローマ帝国のイベリア半島征服
- 410年 - ゲルマン人の一派、スエビ族・アラン族の侵入
- 477年 - 西ゴート族の侵入
- 711年 - イスラーム勢力のイベリア半島侵入
- 997年 - レコンキスタによりポルト奪還
- 1064年 - コインブラ奪還
- 1096年 - フランス王家傍系の貴族アンリ・ド・ブルゴーニュ（エンリケ）、ポルトゥカーレ伯・コインブラ伯に封じられる
- 1112年 - エンリケの子アフォンソ・エンリケス、ポルトゥカーレ伯に推戴される
- 1131年頃 - アフォンソ・エンリケス、コインブラに遷都

### ブルゴーニュ王朝時代
- 1143年 - アフォンソ・エンリケス、アフォンソ1世として即位、ポルトガル王国成立
- 1147年 - 十字軍の援助によりリスボン占領
- 1179年 - ローマ教皇、ポルトガル王国を承認
- 1212年 - ナバス・デ・トロサの戦い、キリスト教国の連合がムワッヒド朝に勝利
- 1255年 - アフォンソ3世、リスボン遷都
- 1290年 - コインブラ大学創設
- 1294年 - 対英通商条約
- 1348年 - ポルトガルにペスト蔓延
- 1355年 - アフォンソ4世、王子ドン・ペドロ（ペドロ1世）の愛人イネスを殺害
- 1383年 - ベアトリス即位

### アヴィス王朝時代
- 1385年 -ジョアン1世、アヴィス王朝を創始。アルジュバロタの戦いでカスティーリャ王国軍撃破
- 1386年 - ウィンザー条約の締結
- 1415年 - 北アフリカの港セウタを攻略。カナリア諸島発見
- 1420年 - マデイラ諸島発見
- 1427年 - アゾレス諸島発見
- 1444年 - ヴェルデ岬発見
- 1460年 - エンリケ航海王子没
- 1482年 - ギニア湾沿岸にサン・ジョルジェ・ダ・ミナ商館開設
- 1488年 - バルトロメウ・ディアス、喜望峰発見
- 1494年 - トルデシリャス条約の締結
- 1499年 - ヴァスコ・ダ・ガマのインド航路発見
- 1500年 - カブラル、ブラジル発見
- 1510年 - アフォンソ・デ・アルブケルケ、ゴア占領
- 1511年 - アフォンソ・デ・アルブケルケ、マラッカ占領
- 1522年 - モルッカ諸島のテルナテ島にポルトガルの要塞が建設される
- 1536年 - 異端審問所設立
- 1548年 - ブラジルに総督が設置され、ポルトガル王室による本格的な植民地経営が開始される
- 1557年 - マカオにポルトガル人の居住区設立
- 1578年 - アルカセル・キビールの戦い、国王セバスティアンの戦死

### スペイン・ハプスブルク家同君連合時代
- 1580年 - スペイン・ハプスブルク家のフェリペ2世、ポルトガル王位も継承（フィリペ1世）
- 1588年 - スペイン無敵艦隊の敗北
- 1598年 - フェリペ3世即位（ポルトガル王としてはフィリペ2世）
- 1621年 - フェリペ4世即位（ポルトガル王としてはフィリペ3世）
- 1637年 - エヴォラの反乱
- 1640年 - リスボン蜂起、再独立（ポルトガル王政復古戦争 - 1668年）。

### ブラガンサ王朝時代
- 1640年 - ブラガンサ公ジョアン4世ポルトガル王に即位、ブラガンサ王朝を開く。
- 1668年 - スペイン王国によるポルトガル独立の承認
- 1703年 -メシュエン条約調印
- 1755年 - リスボン大地震
- 1759年 - イエズス会追放
- 1777年 - マリア1世即位、ポンパル失脚
- 1789年 - フランス革命
- 1801年 - オレンジ戦争
- 1807年 - ジュノー将軍のフランス軍侵入、女王マリア1世、摂政ドン・ジョアンらはブラジルに脱出
- 1808年 - ポルトガル宮廷リオデジャネイロに遷都
- 1820年 - 1820年自由主義革命
- 1822年 - ブラジルの独立宣言
- 1825年 - ポルトガルのブラジル帝国の独立の承認
- 1828年 - ドン・ミゲル（ミゲル1世）のクーデター
- 1832年 - ポルトガル内戦（-34年）
- 1846年 - マリア・ダ・フォンテの乱、パトゥレイアの乱
- 1851年 - ジョアン・デ・サルダーニャのクーデター（レジェネラサン）
- 1852年 - 下院に直接選挙制が導入される
- 1908年 - 国王カルロス1世とルイス・フィリペ王子暗殺（en）
- 1910年 - 1910年10月5日革命

### 第一共和政時代
- 1910年 - 第一共和政の樹立
- 1911年 - リスボン大学、ポルト大学創設
- 1914年 - 第一次世界大戦勃発、ポルトガル中立宣言。
- 1916年 - 対独宣戦布告
- 1917年 - ファティマの聖母の顕現、シドニオ・パイスのクーデター
- 1921年 - ポルトガル共産党の結成
- 1926年 - 1926年5月28日クーデターによる第一共和政崩壊

### サラザール独裁体制時代
- 1928年 - アントニオ・サラザール、蔵相に就任
- 1931年 - 金解禁実施
- 1932年 - サラザール、首相に就任
- 1933年 - 新国家エスタド・ノヴォ宣言
- 1938年 - ポルトガル、スペインのフランコ政権承認
- 1939年 - ポルトガルとスペインの相互不可侵条約の成立
- 1942年 - ポルトガル・スペイン間で相互防衛協定が成立
- 1943年 - 連合国へのアゾレス基地の貸与
- 1949年 - 北大西洋条約機構に加盟
- 1955年 - 国際連合に加盟
- 1958年 - ウンベルト・デルガードの亡命
- 1960年 - 欧州自由貿易連合に加盟
- 1961年 - サンタマリア号乗っ取り事件、アンゴラ植民地戦争開始、後モザンビーク、ギニアビサウに拡大、インド国民軍ゴア占領
- 1968年 - サラザール首相の引退、マルセロ・カエターノの首相就任
- 1974年 - カーネーション革命

### 第三共和国時代
- 1974年4月 救国評議会樹立
- 1974年5月 アントニオ・デ・スピノラ（英語版）将軍、臨時大統領就任。
- 1974年9月 デ・スピノラ辞任。コスタ・ゴメス将軍、臨時大統領就任。
- 1975年3月 デ・スピノラ将軍の第2クーデター失敗。革命評議会樹立、産業国営化。
- 1975年6月 モザンビーク独立
- 1975年9月 ギニアビサウ独立
- 1975年11月 アンゴラ、サントメ・プリンシペ、カボ・ヴェルデ独立。
- 1975年12月 インドネシア軍、東チモール侵攻
- 1976年 - 第三共和国憲法制定。大統領ラマーリョ・エアネス、首相マリオ・ソアレス就任。
- 1982年 - 憲法改正、革命評議会解散。
- 1986年1月 EU加盟
- 1986年2月 マリオ・ソアレス大統領当選
- 1988年 - 国営企業民営化始まる
- 1992年 - マーストリヒト条約締結
- 1996年1月 ジョルジェ・サンパイオ大統領当選
- 1996年7月 ポルトガル語諸国共同体創設
- 1998年5月 リスボン万博（～9月）
- 1998年10月 ジョゼ・サラマーゴ、ノーベル文学賞受賞
- 1999年1月 単一通貨ユーロ導入
- 1999年12月 マカオを中国に返還、これにより実質上植民地を完全に失う
- 2001年 - ジョルジェ・サンパイオ大統領再選
- 2002年1月 ユーロ流通開始
- 2002年5月20日 東ティモールが名目的にはポルトガルから独立したことにより、名目上も植民地を完全に失う。
- 2006年1月 アニーバル・カヴァコ・シルヴァ大統領当選
- 2011年 - アニーバル・カヴァコ・シルヴァ大統領再選
- 2016年1月 マルセロ・レベロ・デ・ソウザ大統領当選
- 2021年 - マルセロ・レベロ・デ・ソウザ大統領再選